# 相模湖
相模湖（日语：／ Sagamiko）是位在神奈川縣相模原市綠區的湖。在相模川建造相模大壩而形成的人造湖。命名者是內山岩太郎原神奈川縣知事。
這座湖提供橫濱市、川崎市及相模原市等地之上水道和京濱工業地帶的工業用水，以及水力發電、洪水調節、灌漑用水、休閒等多種用途。一部份用在東京都的飲水。
作為戰後日本最初完成的水庫湖（相模水庫在1947年完成），人造湖命名為○○湖也是最初之例。1964年，東京奧運之際，是獨木舟競技會場。

## 週邊
- 相模湖森林遊樂園、明治之森高尾國定公園及東海自然步道。

## 交通
- JR東日本中央本線：相模湖車站
- 中央自動車道：相模湖東出口（日语：相模湖東出口），相模湖交流道（日语：相模湖インターチェンジ），相模湖巴士站（日语：相模湖バスストップ）

## 關連項目
- 相模原市 - 綠區
- 相模湖町
- 津久井湖

## 外部連結
- 相模湖観光協会 （页面存档备份，存于）
- 神奈川やまなみ五湖navi （页面存档备份，存于）